# Hohenwart (berg i Österrike, Steiermark, Politischer Bezirk Murau)
Hohenwart är ett berg i Österrike.   Det ligger i distriktet Murau och förbundslandet Steiermark, i den centrala delen av landet, 190 km sydväst om huvudstaden Wien. Toppen på Hohenwart är 2 363 meter över havet, eller 380 meter över den omgivande terrängen. Bredden vid basen är 4,3 km.
Terrängen runt Hohenwart är varierad. Runt Hohenwart är det ganska glesbefolkat, med 22 invånare per kvadratkilometer.. Närmaste större samhälle är Bretstein, 13,6 km öster om Hohenwart. 
I omgivningarna runt Hohenwart växer i huvudsak blandskog.